# Женихи (фільм)
«Женихи» — український радянський художній фільм, лірична мелодрама 1985 року, знятий режисером Станіславом Клименком на Київській кіностудії ім. О. Довженка.
Фільм вийшов в прокат в УРСР у 1985 році з російсько-українським дубляжем від Кіностудії Довженка.

## Деталі сюжету
Насичений подіями, лірикою та дотепним гумором фільм Станіслава Клименка розповідає, як знаходили своїх коханих наші батьки, як вони одружувалися. Як сьогодні народжується справжня любов у юної Христини та військового льотчика Андрія.

## Акторський склад
- Галина Самойлова
- Анатолій Лук'яненко
- Федір Стригун
- Володимир Онищенко
- Богдан Ступка
- Остап Ступка
- Валерія Заклунна
- Олена Ілляшенко
- Ігор Тарадайкін
- Людмила Алфімова
- Наталія Поліщук
- Людмила Сосюра — Марія
- Світлана Хохун
- Йосип Найдук — Никодим
- Володимир Петрів — «лісоруб»
- Дмитро Наливайчук — лісоруб
- Галина Долгозвяга

## Знімальна група
- Режисер-постановник: Станіслав Клименко
- Сценарист: Олександр Сацький
- Оператор-постановник: Віктор Політов
- Композитор: Олександр Білаш
- Художники: Анатолій Мамонтов, Микола Поштаренко
- Режисери: Петро Марусик, Семен Дашевський
- Оператори: Павло Небера, Ігор Чепусов
- Звукорежисер: Віктор Лукаш
- Костюми: Валентина Горлань
- Грим: О. Колонської
- Монтаж: І. Басніної, І. Бобровникової
- Комбіновані зйомки:
  - Оператор: Борис Серьожкін
  - Художник: Володимир Цирлін
- Редактор: Олександр Шкуратов
- Директор картини: Леонід Перерва